# Parcmotor Castellolí
El Parcmotor Castellolí és un complex esportiu dedicat a la pràctica dels esports de motor situat a Castellolí, a l'Anoia. Es tracta d'una extensa finca en què hi ha àrees dedicades a diverses modalitats del motociclisme fora d'asfalt, a més d'un autòdrom i un circuit de kàrting. Fou creat el 2009 a iniciativa del Circuit de Catalunya, el Govern de Catalunya a través de la Secretaria General de l'Esport i la Federació Catalana de Motociclisme.
El Parcmotor funciona com a una mena de centre d'alt rendiment esportiu del motor, dedicat especialment a la formació d'esportistes però on també s'hi organitzen competicions oficials.

## Història

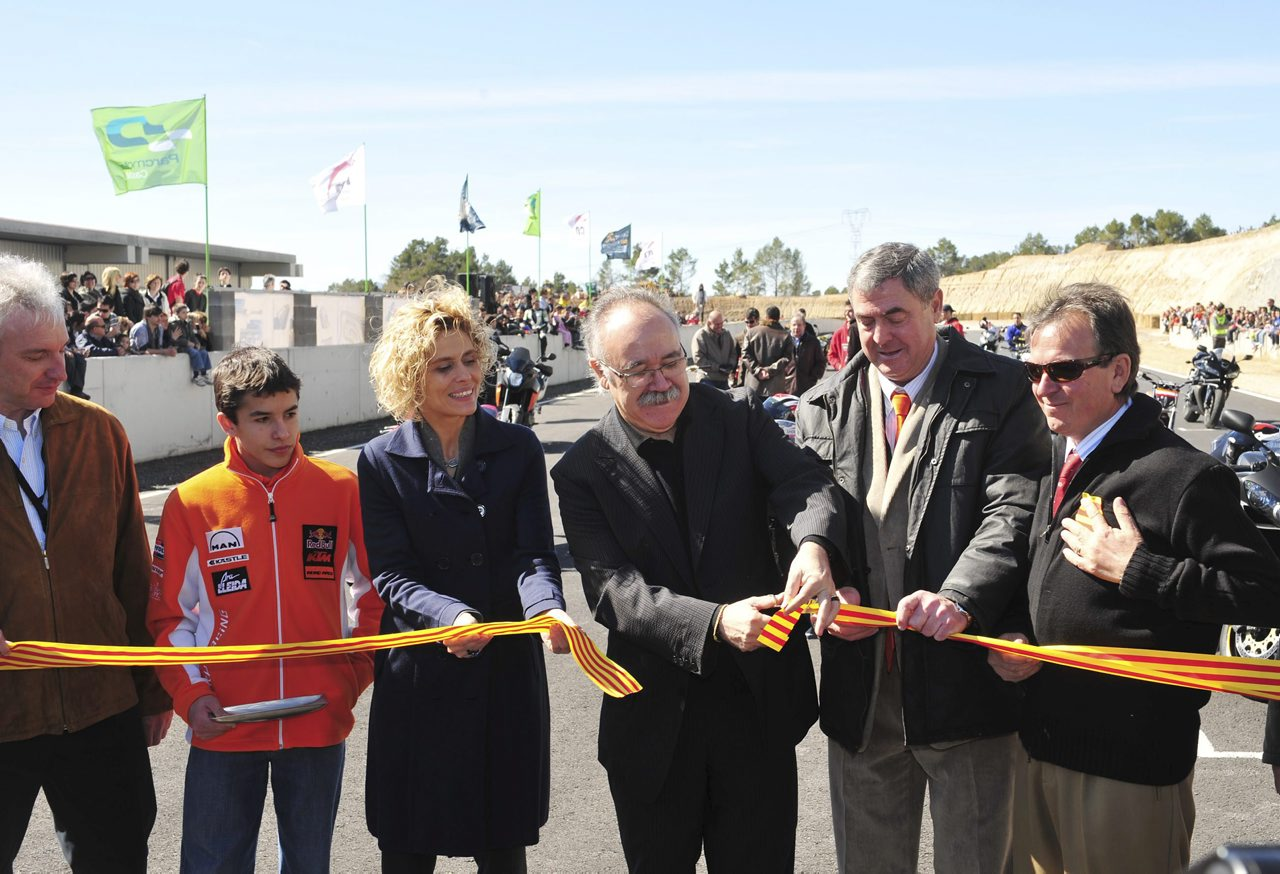
Un jove Marc Márquez, Anna Pruna i Josep-Lluís Carod-Rovira a la inauguració de l'autòdrom el 2009

El projecte es presentà el 5 de novembre de 2001 sota l'impuls de la Federació Catalana de Motociclisme, amb el suport de la Generalitat de Catalunya i amb un pressupost inicial de 18 milions d'euros.
La primera competició que se celebrà a la finca fou una prova local de trial. A mitjans del 2002 s'hi inaugurà la primera instal·lació, el circuit de motocròs, que uns anys més tard acollí proves dels Campionats de Catalunya i d'Espanya. El 2008, el complex acollí una prova del Campionat del Món de trial.
El 2004 es començà la construcció del circuit de velocitat, que s'inaugurà el 2009.

## Equipaments
Les instal·lacions en funcionament a data del 2009 eren:
- Autòdrom ("circuit de velocitat")
- Circuit de supermotard, minimotos i kàrting ("Circuit Racing DC")
- Circuit de motocròs
- Àrees permanents de trial
- Àrea d'enduro
- Escola de conducció ("Fast Parcmotor")

### Circuit de velocitat
El principal equipament del recinte és el circuit de curses de 4,146 km de longitud, que ocupa 27 ha de terreny i presenta un traçat reversible en forma de "8", únic a l'estat. Ha estat homologat per les federacions internacionals de motociclisme (FIM) i automobilisme (FIA). La pista es va construir amb l'assessorament d'alguns campions del món de motociclisme de velocitat catalans com ara Dani Pedrosa, Àlex Crivillé, Carles Checa o Toni Elías.
Fitxa tècnica
- Longitud total: 4.146 m
- Longitud de la recta de sortida: 537,523 m
- Màxima longitud de recta (part superior): 624,735 m
- Ample de la recta de sortida: 14 m
- Ample de la recta del circuit: 12 m
- Revolts: 11
  - Revolts a la dreta: 7
  - Revolts a l'esquerra: 4
- Pendent màxim en pujada: 8,79%
- Pendent màxim en baixada: 8,09%

- Superfície total de la zona de pàdoc: 17.303 m²
  - Superfície total del pàdoc: 11.402 m²
  - Superfície dels boxs: 2.400 m²
  - Superfície total de la pit lane: 3.500 m²

### Circuit de kàrting

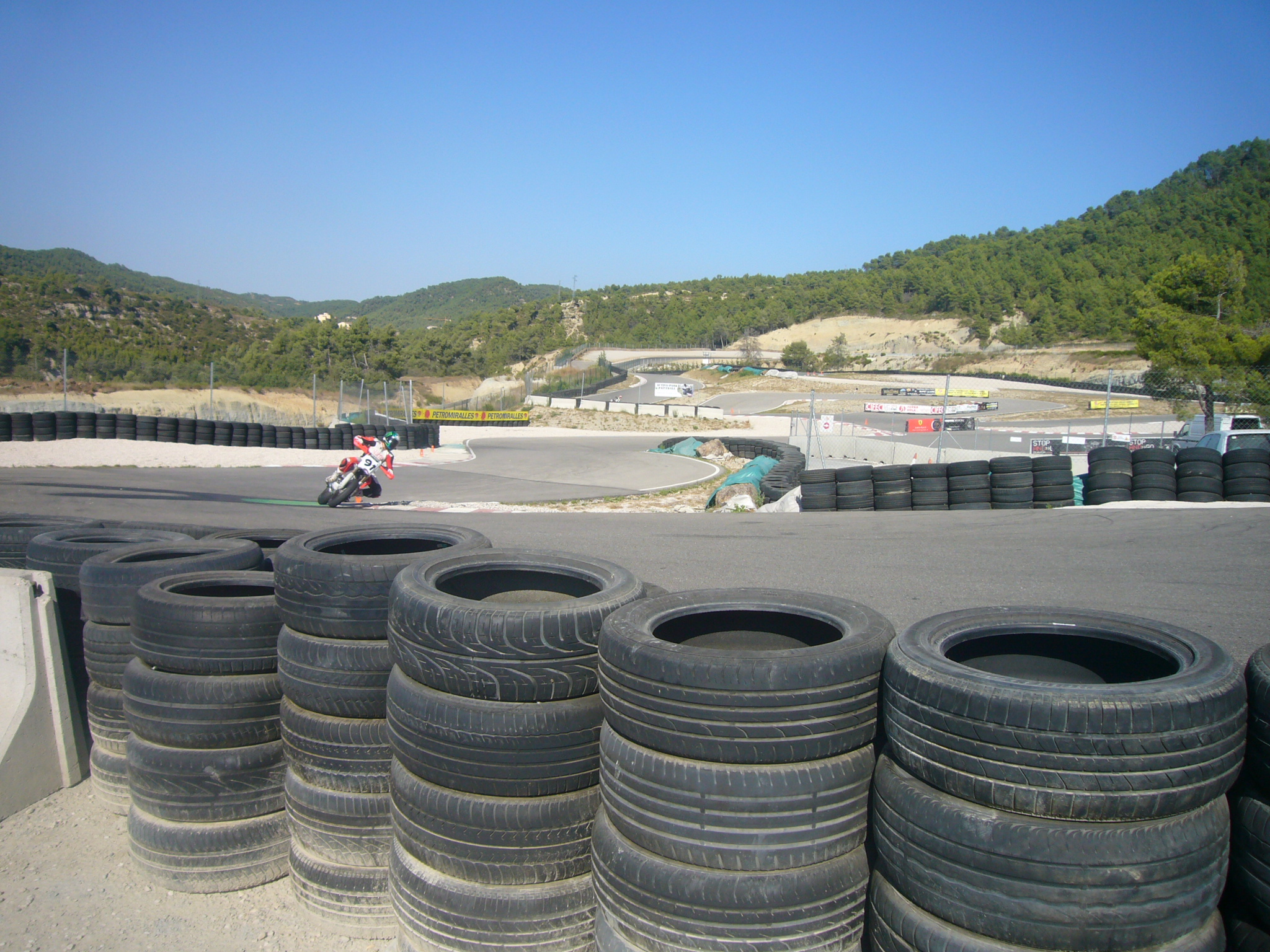
Un pilot de supermotard al circuit de kàrting

El circuit de kàrting ha estat dissenyat per Dani Pedrosa. És un circuit molt especial ja que té les característiques d'un circuit de Fórmula 1. Es fa servir també per a competicions de minimotos i supermotard. Des del 2013 disposa de servei de Paintball, amb 5 camps al mateix complex. El circuit compta amb diferents configuracions, amb una llargada màxima de fins a 1,340 km.
Fitxa tècnica
- Longitud total del circuit: 1.340 m
- Longitud màxima de recta: 125 m
- Ample de la pista: 8 m
- Ample de la recta de sortida: 14 m
- Revolts: 27 
  - Revolts a la dreta: 13
  - Revolts a l'esquerra: 14
- Rampa màxima: 9%
- Rampa mínima: 0,1%
- Peralt màxim: 8%
- Peralt mínim: -2%

### Circuit de motocròs
Obert el 2002, el circuit de motocròs va ser el primer del Parcmotor. A finals del 2009 s'hi van practicar reformes i el 2010 va allotjar proves dels campionats de Catalunya i d'Espanya.

### Àrees de trial i enduro
El complex compta amb sengles zones destinades a la pràctica del trial i l'enduro. Pel que fa a la primera, el 2008 va arribar a albergar una prova del campionat del món de trial.

### Circuit escola
El complex també compta amb un circuit de 1.700 m destinat a la formació de pilots, el "Fast Parcmotor".

## Galeria

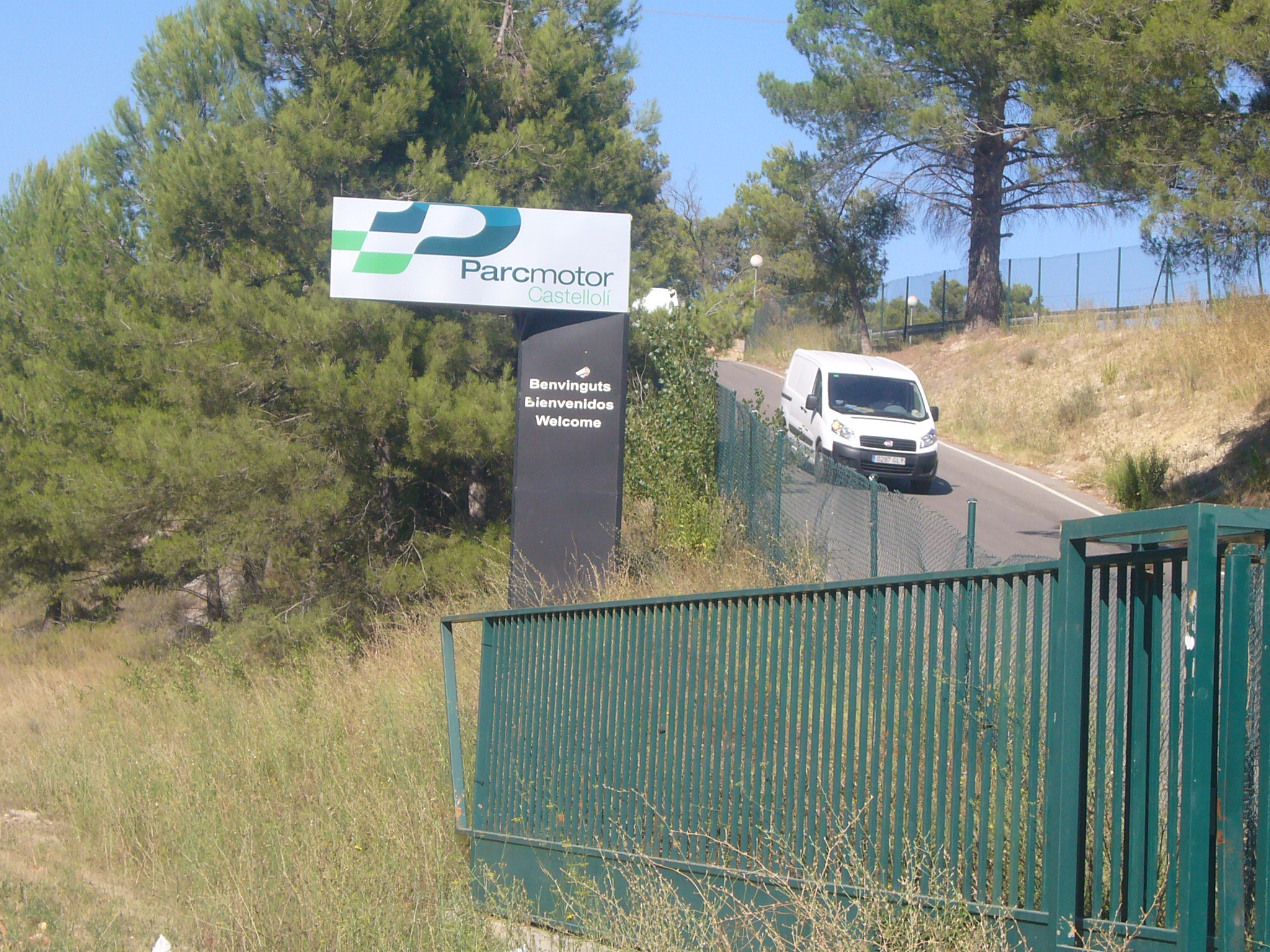
Entrada principal
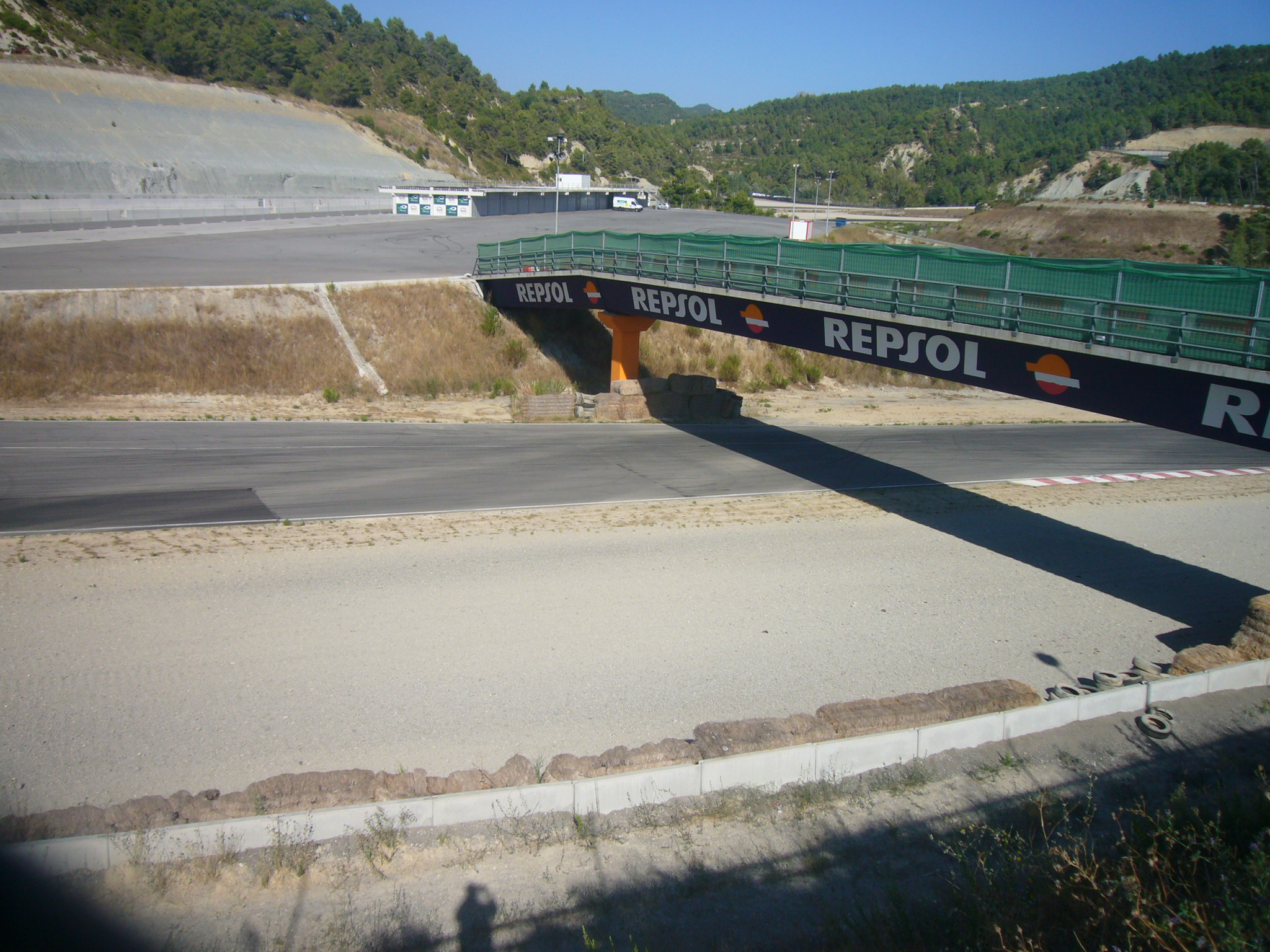
Passarel·la sobre el circuit de velocitat
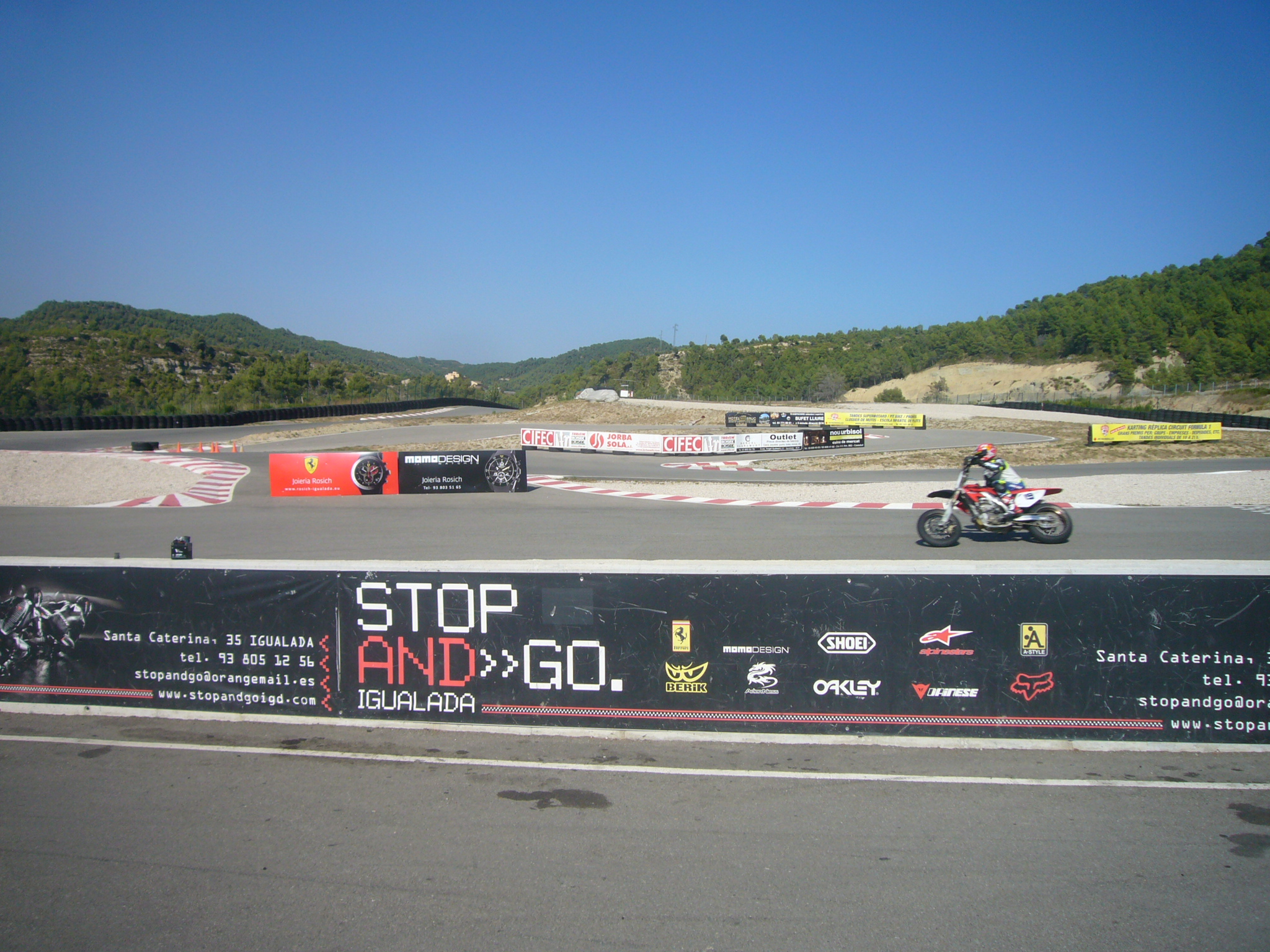
Circuit de supermotard, minimotos i kàrting
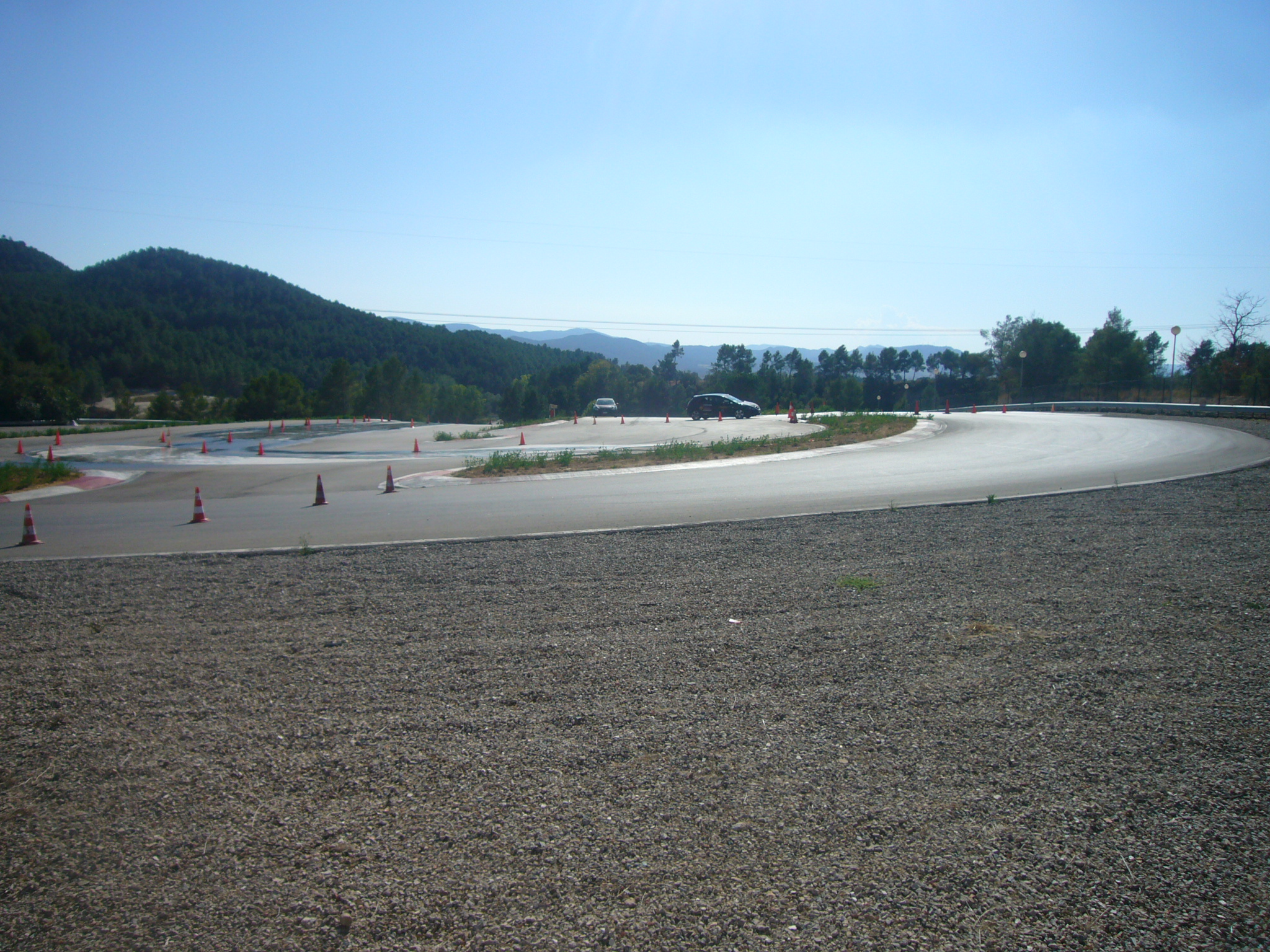
Circuit de l'Escola de Conducció Fast
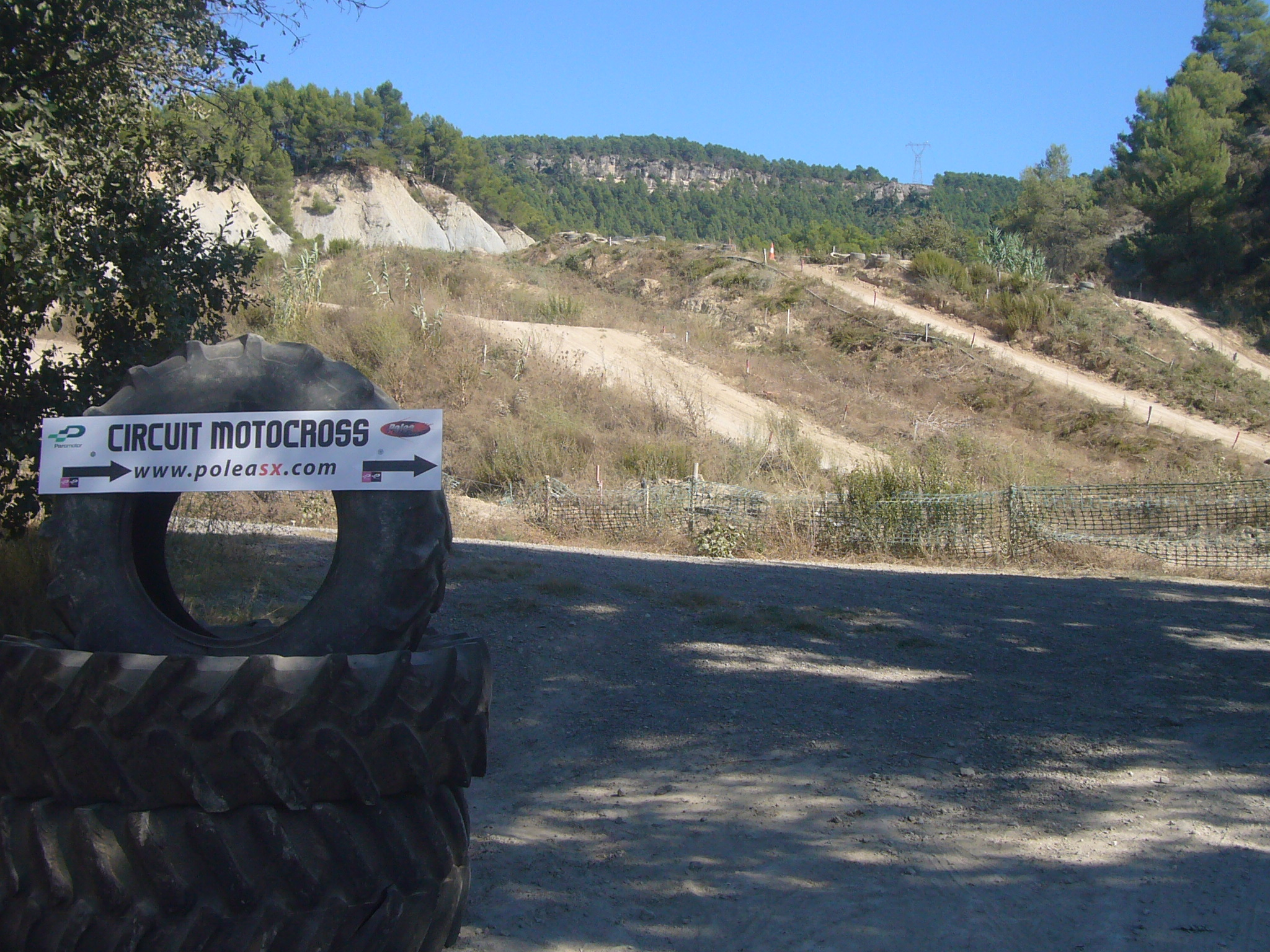
Circuit de motocròs
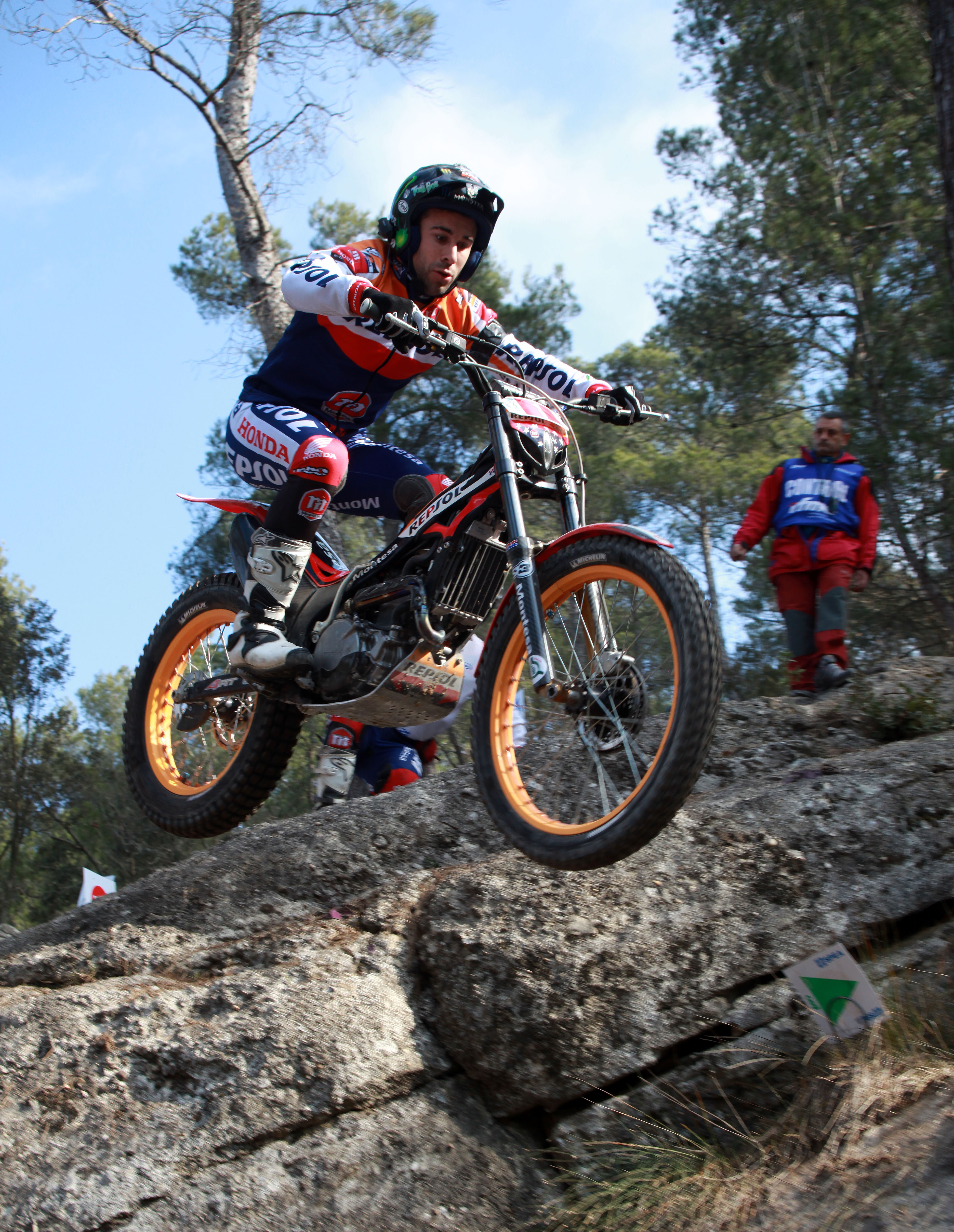
Toni Bou en un trial el 2012